# Porcellio lugubris
Porcellio lugubris is een pissebed uit de familie Porcellionidae. De wetenschappelijke naam van de soort is voor het eerst geldig gepubliceerd in 1840 door Koch.